# جرج ادی
جرج ادی (انگلیسی: George Adey؛ زادهٔ ۱۸۶۹) بازیکن فوتبال اهل بریتانیا است.
از باشگاه‌هایی که در آن بازی کرده‌است می‌توان به باشگاه فوتبال کترینگ تاون و باشگاه فوتبال بیرمنگام سیتی اشاره کرد.